# Hemiteles texanus
Hemiteles texanus là một loài tò vò trong họ Ichneumonidae.